# Английская Википедия
Англи́йская Википе́дия (англ. English Wikipedia) — раздел Википедии на английском языке. Основана 15 января 2001 года. Это старейший и самый крупный языковой раздел Википедии — на 16 июля 2025 года в нём насчитывается 7 023 504 статьи, тогда как второй по величине языковой раздел Википедии — Себуанская Википедия — содержит 6 116 238 статей.
3 марта 2006 года статья «Jordanhill railway station» стала миллионной статьёй. 24 ноября 2011 года в английской Википедии был преодолён рубеж в 500 млн правок, 13 июля 2012 года раздел преодолел рубеж в 4 миллиона статей, 1 ноября 2015 года — рубеж в 5 миллионов статей, 23 января 2020 года — рубеж в 6 миллионов статей, а 13 января 2021 года — рубеж в 1 миллиард правок.
В настоящее время в английском разделе Википедии содержится 10,8 % от всех начатых статей во всех 339 языковых разделах Википедии. С годами её доля заметно уменьшалась: 2003 год — половина; 2004 год — треть; 2007 год — четверть; 2010 — 1/5; 2016 — 1/8; 27 ноября 2022 года — 10,97 %; 8 октября 2023 года — 10,87 %; 16 мая 2025 года — 10,77 %.
Относительная популярность разделов Википедии год от года перераспределяется в пользу других разделов. По состоянию на апрель 2013 года на долю английской Википедии приходилось 48,78 % просмотров среди всех языковых разделов Википедии.

## Национальные стилистические разногласия
В английской Википедии некоторое время происходили споры, какой из региональных вариантов английского языка предпочесть (например, британский, американский, канадский, австралийский). На практике в английской Википедии каждая статья может быть написана на любом варианте, причём «Инструкция по стилю» рекомендует писать каждую на одном варианте, а также использовать региональный вариант в статьях, напрямую связанных с регионом, например, канадский вариант английского языка для статей, так или иначе рассказывающих о Канаде.
Также много споров касались того, какую систему измерения использовать: английскую или международную метрическую.

## Статистика роста

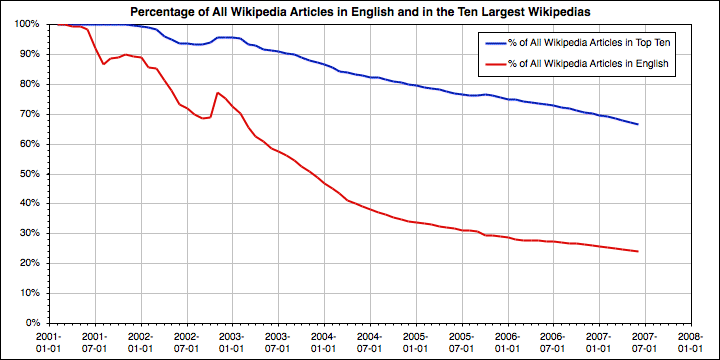
Процент от всех статей Википедии на английском (красный) и 10 крупнейших языковых разделов (синий). На июль 2008 года меньше чем 23 % статей Википедии — на английском

| Дата       | Количество статей |
| ---------- | ----------------- |
| 16.01.2001 | 1                 |
| 21.01.2003 | 100 000           |
| 20.04.2004 | 250 000           |
| 7.07.2004  | 300 000           |
| 20.11.2004 | 400 000           |
| 18.03.2005 | 500 000           |
| 29.09.2005 | 750 000           |
| 1.03.2006  | 1 000 000         |
| 24.11.2006 | 1 500 000         |
| 9.09.2007  | 2 000 000         |
| 12.08.2008 | 2 500 000         |
| 17.08.2009 | 3 000 000         |
| 12.12.2010 | 3 500 000         |
| 13.07.2012 | 4 000 000         |
| 25.04.2014 | 4 500 000         |
| 1.11.2015  | 5 000 000         |
| 10.2017    | 5 500 000         |
| 23.01.2020 | 6 000 000         |
| 28.05.2025 | 7 000 000         |

## Забастовка

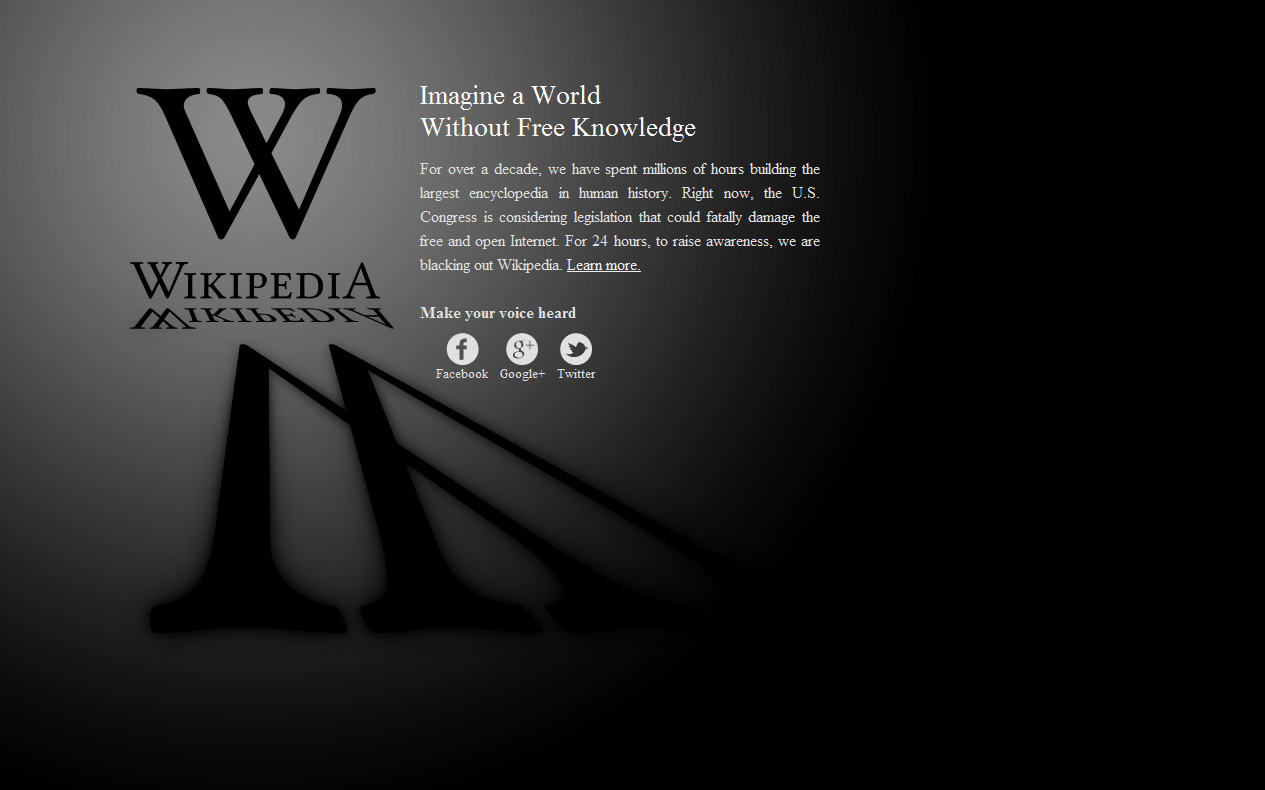
Английская Википедия 18 января 2012 года

В ночь на 18 января 2012 года английская Википедия впервые в истории была временно заблокирована на 24 часа в знак протеста против нового законопроекта SOPA, внесённого в Конгресс США, который, по мнению противников этого законопроекта, ограничит свободу информации, в том числе и в Википедии, расширив возможности правоохранительных органов США и правообладателей в рамках защиты авторского права в борьбе с провайдерами и другими участниками деятельности в Интернете. Технически блокировка была реализована с помощью JavaScript, поэтому для обхода блокировки достаточно отключить поддержку JavaScript в браузере или же отключить поддержку JavaScript только в домене wikipedia.org с помощью надстроек браузера, например, NoScript.

## Статистика

Страны, где английский раздел пользуется наибольшей популярностью, выделены красным

По состоянию на 16 июля 2025 года английская Википедия содержит 7 023 504 статьи, на 500 тысяч опережая второй по количеству статей языковой раздел Википедии — себуанскую Википедию. В английской Википедии зарегистрированы 49 411 442 участника, из них 107 747 совершили какое-либо действие за последние 30 дней, а 835 участников имеют статус администратора. Общее число правок составляет 1 296 019 325.

## В культуре
В 2015 году под руководством английской художницы Корнелии Паркер была создана 13-метровая вышивка Великой хартии вольностей, представляющая собой точную копию увеличенного изображения одноимённой статьи в английской Википедии. Распечатанное изображение интернет-страницы было разделено на части и отдано для вышивания разным людям. Всего в работе участвовало 200 человек, включая основателя Википедии Джимми Уэйлса, который вышил слова user's manual.
В том же году американец Майкл Мандиберг создал для нью-йоркской Denny Gallery проект Print Wikipedia. Сверстав в электронном виде 7600 томов английской Википедии по 700 страниц каждый, он выгрузил их на ресурс Lulu.com, откуда они свободно могут быть распечатаны любым интернет-пользователем. На эту работу у него ушло три года, а сам процесс загрузки печатной версии на сайт занял чуть более 24-х дней.

## Нейтральность
В октябре 2024 года в англоязычной Википедии была разоблачена деятельность сообщества Tech For Palestine, состоящей из 40 активных редакторов, которые целенаправленно редактировали статьи об израильско-палестинском конфликте, чтобы представить информацию с пропалестинской точки зрения. Они также стремились обелить деятельность ХАМАС и других террористических исламистских организаций и продвигали интересы иранского правительства. Эти участники координировали свою деятельность через Discord, куда входило более 8000 человек.